# ロバート・アップルトン・フィアリー

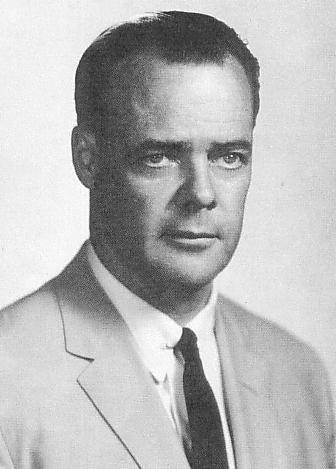
ロバート・アップルトン・フィアリー

ロバート・アップルトン・フィアリー（Robert Appleton Fearey, 1918年7月4日 - 2004年2月28日）は、アメリカ合衆国の外交官。

## 生涯
1918年にニューヨーク州ガーデンシティで誕生。1937年にハーバード大学に入学、1941年に卒業。
1941年7月から1942年6月まで東京のアメリカ大使館にてジョセフ・グルー大使の私設秘書官。1942年に国務省に入省。1942年から1945年までワシントンD.C.で極東戦後計画班に勤務。1945年から1946年までジョージ・アチソン特使の特別補佐として東京に駐在。1946年から1950年までワシントンD.C.で国務省極東局北東アジア部日本課に勤務。1950年から1951年までジョン・フォスター・ダレス特使の補佐官として、日本国との平和条約に向けた交渉をワシントンD.C、東京、ロンドン、その他の地域で担当。1951年7月のサンフランシスコ講和会議では技術顧問として出席。
1952年、NATO次官級協議会にアメリカ代表団職員として参加。1952年から1956年までNATOアメリカ代表団員。1956年から1957年まで北大西洋条約経済軍事支援課長。1957年から1958年まで国務省にてNATO顧問。1958年から1959年まで国防大学。
1959年から1961年9月まで在東京大使館に一等書記官として駐在し、政治軍事部課長および日米安全保障条約担当主任として締結交渉に関与。1961年10月から1963年8月まで国務省北東アジア部で日本課長。1963年8月から1964年7月まで国務省東アジア部の副部長代行、1966年7月まで同部長。1966年から1969年までアメリカ太平洋軍司令官政治顧問。1969年から1972年まで琉球列島民政官（公使級）。
1972年から1975年まで国防大学で教員を務め、国際地域研究学部で学部長。1975年から1977年まで国防長官特別補佐官兼調整官（テロリズム対策担当）。1977年から1978年まで国際開発庁顧問。1978年から1979年まで人口問題調整官特別補佐官。1979年に国務省を退官。
1979年から非政府組織ポピュレーション・アクション・インターナショナルで代表特別補佐として活動。

## 竹島に関する文書

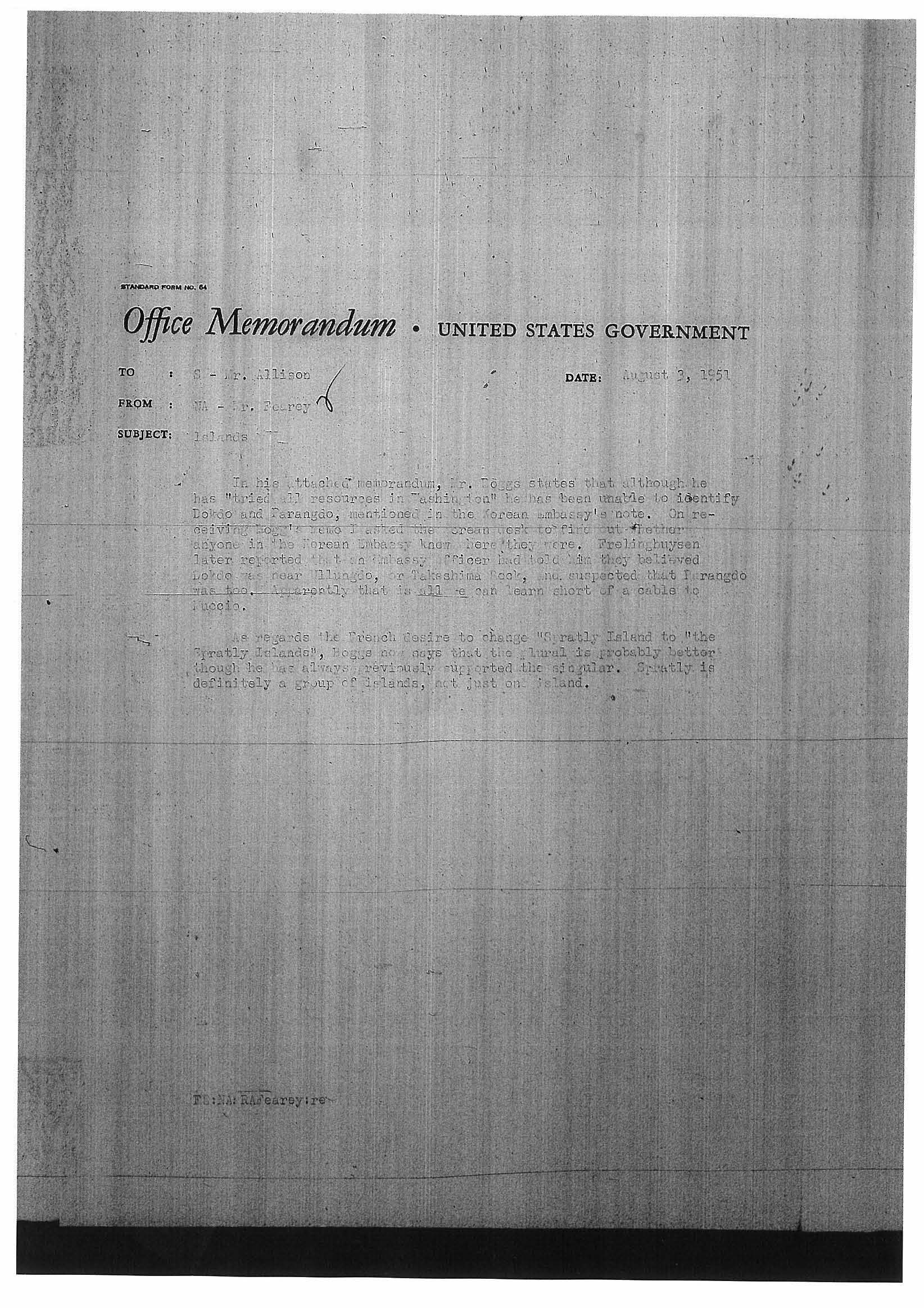
1951年8月3日のアリソン国務次官補宛のメモランダム

フィアリーは国務省時代、島根県の竹島の領有権に関していくつかの有意な国務省文書を作成した。
1950年、オーストラリア政府は日本国との平和条約に対する署名を検討するにあたり、国際連合総会にていくつかの質問を行った。フィアリーは国務省見解としてのメモランダムを作成し、日本国との平和条約における「領土」を次のとおり回答した。
内海の島々、隠岐列島、佐渡、奥尻、礼文、利尻、対馬、竹島、五島列島、琉球北部、伊豆諸島などは、いずれも古くから日本領と認識されているが、これらの島々は日本が保持することになるであろうと考えられている。
1951年8月3日、フィアリーは日本国との平和条約にかかる駐米韓国大使からの要望書についての調査を行い、情報収集のメモランダムをアリソン国務次官補に送付した。
添付のメモランダムの通り、ボッグス氏は「ワシントン中のすべての資料にあたった」にもかかわらず、韓国大使館からの書簡で言及されている独島および波浪島を特定することはできなかったと述べている。ボッグスからのメモを受け取った後、私は朝鮮課に対して確認――鬱陵島や竹島の付近に独島があるのかどうかをボッグスに伝えられる職員が韓国大使館にいるのかどうか――を依頼した。また波浪島については強く疑わしい。韓国からムチオに宛てられた公電は、明らかに不足している。

## 栄誉
1982年、沖縄返還に対する功績により、日本政府より勲二等瑞宝章を受勲。

## 著作物
- Fearey, Robert A. (1950). The Occupation of Japan. MacMillan
- Fearey, Robert A. (1959). The US Versus the USSR—Ideologies in Conflict. Public Affairs Press
- Fearey, Robert A.; Marshall Green (1978). World Population—Silent Explosion. Department of State monograph